# Pech-Luna
Pech-Luna è un comune francese di 99 abitanti situato nel dipartimento dell'Aude nella regione dell'Occitania.

## Storia

### Simboli
Lo stemma di Pech-Luna è stato creato nel 2004.

## Società

### Evoluzione demografica
Abitanti censiti